# Лопеш Монтейру, Сантиньо
Сантиньо Лопеш Монтейру (порт. Santinho Lopes Monteiro; род. 16 февраля 1979, Роттердам, Нидерланды) — кабо-вердианский футболист, игрок клуба «Расинг». Выступал на позициях нападающего и правого вингера за нидерландские команды «Валвейк», «Розендал», «Эксельсиор» и АГОВВ.

## Клубная карьера
Сантиньо Лопеш Монтейру начинал свою футбольную карьеру в юношеских командах ГЛЗ и «Спартан '20» из Роттердама. В 1998 году он подписал контракт с клубом «Валвейк» из одноимённого города. В команде Монтейру дебютировал 20 сентября в матче  Эредивизи против «Херенвена», выйдя на замену на 73-й минуте. Встреча завершилась крупным поражением его команды со счётом 0:4.
В январе 1999 года Сантиньо был отдан в аренду на оставшуюся часть сезона «Розендалу», который на тот момент выступал в Эрстедивизи. В новой команде он сыграл 15 матчей и забил 2 мяча, а после окончания аренды в качестве свободного игрока перешёл в роттердамский «Эксельсиор». В своём первом сезоне в «Эксельсиоре» он выступал за молодёжный состав и лишь однажды появился на поле в составе первой команды.
В сезоне 2000/01 Сантиньо регулярно выступал за основной состав, сыграв 22 матча и забив 3 гола. Впервые за свой клуб он отличился 16 декабря 2000 года, забив два гола в ворота «Вендама». В том сезоне его команда заняла второе место в чемпионате.
В 2001 году Сантиньо перешёл в клуб АГОВВ, который выступал в одном из низшем дивизионе Нидерландов, где многие команды имели любительский статус. Лишь в 2003 году клуб пробился в Первый дивизион Нидерландов. За три сезона в первом дивизионе Лопеш Монтейру провёл за клуб 123 матча и забил 27 мячей. В июле 2007 года клуб расторг с ним контракт. В октябре 2007 года он мог перейти в «Ден Бос», но в итоге контракт не был подписан. Позже Монтейру играл за любительские команды.